# Critiques du socialisme
Ne doit pas être confondu avec Critiques du communisme.
 (février 2024).
Les critiques du socialisme se réfèrent aux critiques des modèles socialistes d'organisation économique, de leurs efficacités et de leurs faisabilités, ainsi que des implications politiques et sociales de tels systèmes. Certaines critiques ne sont pas dirigées vers le socialisme en tant que système, mais sont dirigés vers des mouvements socialistes, des partis politiques socialistes ou des  États socialistes existants. 
Certaines critiques considèrent le socialisme comme un concept purement théorique qui doit être critiqué pour des raisons théoriques, d'autres soutiennent que les expériences socialistes peuvent être critiquées sur les faits. Certains encore veulent englober plusieurs exemples historiques d'États communistes dans une forme de socialisme.
Le socialisme est donc une notion large, certaines critiques présentées dans cet article ne s'appliqueront qu'à un modèle spécifique du socialisme qui peuvent différer considérablement des autres types de socialisme.
Les libéraux et libertariens considèrent l'entreprise privée, la propriété privée des moyens de production et l'échange sur le marché comme des phénomènes naturels ou moraux[pas clair], au centre de leurs conceptions de la liberté. Et par opposition, les membres de ces deux groupes peuvent percevoir la propriété publique des moyens de production, des coopératives et de la planification économique parrainée par l'État comme des atteintes à la liberté, causant la soumission, la servitude et la contrainte des individus envers une administration autoritaire peu respectueuse de la vie privée.
Les membres de l'école néoclassique d'économie critiquent les théories socialistes qui favorisent la participation de l'État ou de la centralisation du capital sur les motifs du manque de motivation au sein des institutions de l'État d'agir sur l'information aussi efficacement que les gestionnaires dans les entreprises capitalistes parce qu'ils n'ont pas de forte contrainte (profit et mécanisme de perte), ce qui réduit le bien-être économique global pour la société. Les membres de l'école autrichienne d'économie soutiennent que les systèmes socialistes basés sur la planification économique sont impossibles parce qu'ils n'ont pas l'information pour effectuer le calcul économique, en premier lieu en raison d'un manque de prix libre, qu'ils croient nécessaires pour rationnelle calcul économique. Les membres du mouvement politique socialiste critiquent souvent les conflits internes du mouvement socialiste en créant une sorte de « vide de responsabilité ».

## Critiques de la définition du socialisme
Un plus grand dénominateur commun de ce terme peut donner les définitions suivantes :

« Le socialisme désigne un large éventail de théories économiques de l'organisation sociale qui ont la propriété collective et de l'administration relatives à l'objectif politique de création d'une société égalitaire. »

« Il peut être définie comme la modification du modèle alternatif au capitalisme développé la théorie politique, les relations sociales existantes avec l'objectif de l'égalité sociale et la justice, et selon ces principes, la société organisée et un mouvement politique qui cherche l'ordre social. »

« Il est basé sur une théorie d'un affrontement permanent entre des groupes artificiellement définies : "Les classes sociales". »

L'acception étroite du terme, surtout depuis la fin des années 1960 et l'avènement de la Nouvelle Gauche, n'a plus guère de sens, comme l'indique clairement la définition suivante:

« Le terme est maintenant un peu plus clairement étendu sans limites. Le socialisme est sans cesse redéfini les objectifs de politique et un contenu différents et adaptés. »

L'importance de la diversité est également renforcée par le fait que le terme socialisme décrit à la fois les méthodes et les buts, les mouvements sociaux et politiques aussi bien que des phases socio-historique et des systèmes de la société existante; en particulier :
- sur l'interprétation, l'analyse, la critique, l'idéal et / ou la conception pratique de certaines conditions sociales sur des thématiques socio-économique, de théorie politique, philosophique, éthique ou éducatif;
- un mouvement politique, qui a tenté de mettre en œuvre des pratiques justifiées par les demandes du socialisme et ses objectifs;
- l'état de la société ou l'ordre social qui incarne des formes de vie du socialisme dans la production économique;
- dans le cadre du marxisme-léninisme, un développement historique mondial dans la transition de communistes à la formation sociale capitaliste.
- le terme «État socialiste/socialisme réel» désigne les États qui ont été écartés depuis 1917 par un parti communiste, habituellement dans un système de parti unique.

## Critiques de la gestion des principaux courants

### Critiques de la social-démocratie européenne
Pour une critique plus détaillée, voir Critiques du socialisme social-démocrate en Europe
Le socialisme social-démocrate tel qu'il existe en Europe à la fin du XXe siècle est critiqué sur sa gestion passée et ses valeurs, lors des campagnes électorales, à la fois par son aile gauche comme par son aile droite[réf. nécessaire].
Sur son aile-gauche, le socialisme est critiqué pour avoir mené une politique capitaliste de droite trahissant les idéaux socialistes. Ainsi en Europe, le(s) parti(s) socialiste(s) est critiqué pour avoir accepté la privatisation et l'ouverture à la concurrence sous forme de marchés des services d'intérêt généraux tels que le gaz, l'électricité, et les services postaux, téléphoniques, autoroutiers, ferroviaires et aériens[réf. nécessaire]. Il est également critiqué pour avoir privé l'État des moyens de mener une politique monétaire propre, au travers de l'indépendance de la banque centrales, et du pacte de stabilité[réf. nécessaire]. Au Royaume-Uni, il a également été critiqué pour les frais universitaires[réf. nécessaire]. Il est également critiqué pour les effets de dumping fiscal créés par la libéralisation de la circulation des biens et des personnes à l'intérieur de l'Union européenne alors que l'harmonisation fiscale n'est pas aboutie[réf. nécessaire].
Le socialisme est critiqué par la droite, pour sa position sur le droit du travail, pour le niveau des dépenses de l'État et le niveau et la répartition des impôts, ainsi que pour le cout plus élevé de travail en Europe par rapport à la Chine populaire. Il est également critiqué pour ses politiques sociales considérées comme de l'assistanat.
Le socialisme est enfin critiqué par l'extrême droite, sous les motifs du chômage, de l'insécurité, et de la présence de personnes d'origines étrangères sur le territoire national[réf. nécessaire]. Il est également critiqué pour avoir libéralisé la circulation des biens et des personnes à l'intérieur de l'Union européenne[réf. nécessaire].

## Critiques théoriques
Un certain nombre de penseurs, d'économistes et d'historiens soulèvent certains problèmes découlant des théories socialistes. On peut citer entre autres Frédéric Bastiat, Milton Friedman, Ayn Rand, Ludwig von Mises, Friedrich Hayek.

### Comptabilité, marché et centralisation
Les systèmes d'économie de marché (et aussi le système capitaliste) induisent des éléments de comptabilité économique tels que le profit, les prix et les salaires variables qui par des mécanismes de comparaison peuvent jouer un certain rôle d'autorégulation. Un socialisme qui supprime ou réduit tout ou partie de ces éléments d'information peut conduire à les remplacer par une décision (planification?) centrale pour déterminer le fonctionnement de l'économie. 
Ce type de décision centrale se trouve classiquement dans de nombreux systèmes politiques, par exemple pour fixer le salaires des fonctionnaires, les taux de taxes (dans la TIPP) ou les tarifs médicaux, mais il se retrouve également dans de grand conglomérats qui décident de manière centrale du taux de profitabilité, ou de l'évolution de l'enveloppe de la masse salariale.
Avant 1991, le débat était féroce sur la possibilité (ou non) d'une planification efficace[réf. nécessaire]. Ce débat est maintenant plus apaisé avec la chute du mur[réf. nécessaire].
Les éléments du débats sont : 
- l'existence de groupes qui représentent une fraction significative de l'économie de leur pays d'origine, et qui par ailleurs représentent une force économique (en chiffre d'affaires, en nombre de salariés, etc.) supérieure à des petits pays. Pourtant, ces groupes réussissent suffisamment bien à gérer leurs affaires[réf. nécessaire].
- la disponibilité de moyens de calcul colossaux, tout à fait à même de gérer l'optimisation de plusieurs milliers de paramètres, ce qui est suffisant pour les grandes masses de l'économie[réf. nécessaire].
- l'échec des économies planifiées des régimes d'inspiration marxiste-léniniste, qui n'est pas l'unique idée du socialisme[réf. nécessaire].

La conclusion de ces débats est que le problème de la planification ne réside pas dans le manque de moyens de calcul, et ne réside que peu dans la faible qualité de l'information. C'est essentiellement un problème de motivation tant des chefs que des subordonnés[réf. nécessaire].

### Motivation de l'individu
Le socialisme collectiviste ou communiste entendrait, selon ses[pas clair] critiques, soumettre les individus à la volonté du groupe pour tendre vers ce qui serait supposé être l'intérêt général. En économie, les moyens de productions seraient communs et seul le groupe ou ses représentants, les conseils ouvriers, auraient un pouvoir décisionnel. Cela pourrait avoir de nombreuses conséquences néfastes[pas clair] :
- Alors que dans une économie à base individuelle chaque acteur peut tester concrètement ses propres idées, ce qui conduit à de nombreuses variantes, au contraire le groupe socialiste ne teste, le plus souvent, qu'une seule option à la fois.
- la prise de décision par un groupe est toujours plus lente et plus difficile que la prise de décision par un individu seul. Inversement, il est difficile pour le groupe de faire marche arrière et de revenir sur une décision antérieure : une telle proposition constitue toujours une critique implicite de celui qui a pris la décision, beaucoup plus difficile dans un cadre public et alors qu'il n'y a pas d'alternative à la légitimité du groupe[réf. nécessaire].
- le traitement des désaccords profonds au sein du groupe (ceux qui menacent jusqu'à son existence) pose une grave difficulté.
- l'expression d'une opinion dissidente peut mener à l'exclusion sociale de l'individu[réf. nécessaire] qui doit se soumettre à la pensée du groupe qui seul peut détenir la vérité.
- l'individu peut être récompensé ou puni par le groupe ; cependant, les déterminants des décisions en la matière relèvent entre autres des affinités qu'il peut nouer au sein du groupe. Il peut être plus rentable de travailler directement son image au sein du groupe, que de travailler tout court (puisque cela ne constitue qu'un des éléments de son image au sein du groupe).
- Dans ce contexte, les efforts d'un individu ne lui profitent que peu.

Les socialistes insistent beaucoup, pour résoudre ces problèmes en partie, sur l'importance de l'éducation et de la morale civique, or :
- Il est douteux que l'éducation permette de débarrasser l'Homme de tout son égoïsme, ou d'amener toutes les personnes à tendre systématiquement vers les mêmes choix ou préférences.
- Il apparait immédiatement la question de la mesure du succès dans cette entreprise d'éducation, et des conséquences d'un échec : que faut-il faire des égoïstes incorrigibles ou des individus en désaccord ? Doivent-ils se soumettre à la loi commune de socialisation ou développer un autre système en parallèle ?

### Place des groupes intermédiaires
Comme il est difficile d'imaginer consulter la population globale pour toutes les questions, et que cela n'apparait même pas souhaitable sur le plan de la justice sociale, il faut nécessairement des groupes intermédiaires[réf. nécessaire]. Cela pose alors le problème de leur place et de leur importance au sein de la collectivité socialiste (nous parlons ici d'un système autogéré).

### AuXXesiècle

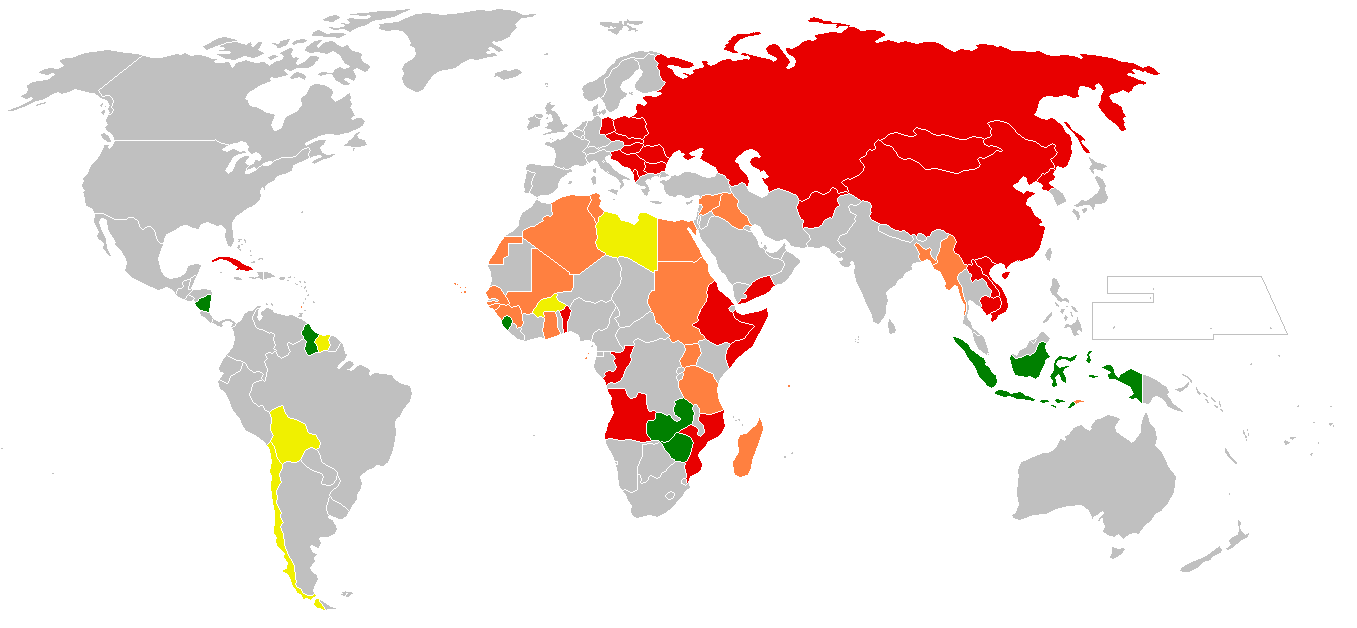
Carte mondiale des pays socialistes au XXe siècle

Igor Chafarevitch dresse une critique du socialisme dans son livre le Phénomène socialiste, écrivant que « le dépérissement, et à la limite, la mort de l'humanité ne sont pas la conséquence fortuite, extérieure, de l'incarnation de l'idéal socialiste, mais en constituent au contraire l'élément organique essentiel. Cet élément inspire les propagandistes de l'idéologie socialiste qui le perçoivent d'ailleurs plus ou moins consciemment. La mort de l'humanité n'est pas seulement le résultat du triomphe du socialisme, elle constitue le but du socialisme ». Dans son livre il analyse de nombreuses formes de socialisme, depuis les temps anciens en passant par les hérésies médiévales et jusqu'aux penseurs modernes et aux états socialistes, il en résulte selon lui que l'idéologie socialiste découle d'une volonté de supprimer l'individualité humaine. Il identifie trois thèmes persistants d'abolition dans le socialisme : l'abolition de la propriété privée, l'abolition de la famille et l'abolition de la religion, principalement mais pas seulement le christianisme.

## Critiques pragmatiques
Ces critiques se fondent sur les résultats concrets réellement observés des systèmes socialistes : famines soviétiques, Grand Bond en avant, effondrement de l'Union soviétique, crise économique vénézuélienne, etc.

### L'emprise de l'État
Dans Économie et société et dans sa conférence sur le socialisme, le sociologue Max Weber prophétise que le socialisme engendre une pénétration de l'État dans l'économie, anticipant Mises et Hayek, qui aura pour effet de créer une sorte de fonctionnaires, échappant à tout contre-pouvoirs, en unifiant les agents de la fonction publique et le personnel de bureau et d’encadrement des entreprises privées. Max Weber en tire la conclusion que « c’est la dictature du bureaucrate, et non pas celle de l’ouvrier, qui est en marche, du moins pour le moment ».
Dans la pratique historique, le socialisme s'est traduit généralement par une plus ou moins forte emprise de l'État sur l'individu, laissant peu d'espace pour la libre solidarité et coopération entre les hommes que prône l'idée socialiste. On peut parler à ce sujet de « socialisme d'État », de « capitalisme d'État » (en parlant du modèle chinois) plus ou moins autoritaire et bureaucratique, ou d'État-providence visant un certain nivellement des situations économiques individuelles et dont les résultats trouvent vite leurs limites (ex. : affaiblissement de la croissance en Suède alors que l'État a pris de plus en plus d'importance), voire effets pervers (ex. : politiques d'égalité appauvrissant les femmes ne suivant pas le modèle masculin).

### L'incitation pour l'entreprise
Selon les partisans du libéralisme économique, le profit est le mécanisme qui permet d'évaluer le niveau de performance économique d'une entreprise : les entreprises les plus profitables sont celles qui sont les plus efficaces et qui répondent le mieux à la demande de leurs clients.
Dans un système planifié, il n'y a pas de mécanisme de pertes et profits qui permette de mesurer précisément l'efficacité des programmes. Sans le profit, affirment les critiques, il n'y a aucune façon de discipliner les entreprises qui ne servent pas l'intérêt public, ni de récompenser les autres. C'est  le profit qui motive l'entrepreneur à produire des biens qui sont insuffisamment produit, et qui lui permet de produire les biens les plus nécessaires.

### L'absence de prix, source d'information
Certaines formes de socialisme proposent d'abolir complètement l'argent (ex. : Léninisme,), ou d'autres de fixer les prix par voie gouvernementale (ex. : National-Socialisme).
Selon les partisans du libre marché, la planification centrale est condamnée à l'inefficacité et est vouée à l'écroulement car le calcul économique est impossible. En effet, le système des prix permet la coordination des agents, en jouant le rôle de signal : si les prix d'un bien augmentent, les producteurs sont incités à produire davantage de ce bien, les acheteurs à chercher des substituts, si le prix d'un bien baisse, les producteurs sont dés-incités à produire et les consommateurs sont incités à acheter davantage. La planification centrale doit être en mesure de connaître toutes les préférences de tous les agents, sans quoi, elle produit certains biens en quantité excessive et d'autres biens en quantité insuffisante. Ludwig von Mises explique qu'« il n'y a que le tâtonnement dans le noir » (« There is only groping in the dark. »).

## Lien avec le national-socialisme
La question des relations, voire d'une parenté existant entre nazisme et socialisme a provoqué des polémiques depuis l'origine du national-socialisme. Au-delà de celles-ci, cette question relève de la science politique et de l’histoire. La question a ainsi été sérieusement soulevée depuis les années 1940 par un penseur comme Friedrich Hayek. Elle a rebondi dans des travaux contemporains controversés, comme ceux de Ernst Nolte ou Jean-François Revel.
Hitler lui-même se réclamait du socialisme :
« Unser Sozialismus, der wahre Sozialismus, stellt gerade die Nation, die Not- und Brotgemeinschaft in den Mittelpunkt; er lehnt die liberale Doktrin von der individuellen Freiheit, auf der Kapitalismus und als sein Pendant Marxismus ruhen, restlos ab und setzt an deren Stelle die Gebundenheit des Blutes und den Zusammenhang des Volkes. Gerade aber daraus resultiert, daß Sozialist sein muß,… wer sein Volk wahrhaft liebt! »
— Adolf Hitler

« Notre socialisme, le vrai socialisme, pose la nation, la communauté affamée et en détresse au centre ; il rejette sans relâche la doctrine libérale de la liberté individuelle, sur laquelle repose le capitalisme et son pendant le marxisme et pose à la place les liens du sang et la solidarité du peuple. C'est bien pour cela qu'est socialiste,… celui qui aime véritablement son peuple ! »

#### Ouvrages
- Max Weber, Économie et société (1921)
- Élie Halévy, Histoire du socialisme européen (1948)
- Paul Bénichou, Le Temps des prophètes : Doctrines de l'âge romantique (1977)

#### Articles
- - Louis Reybaud, « Études sur les réformateurs contemporains ou socialistes modernes. Saint-Simon, Charles Fourier, Robert Owen », dans Revue des deux Mondes, 1842.
  - Louis Reybaud, « Études sur les réformateurs ou socialistes modernes. La société et le socialisme, les communistes, les chartistes, les utilitaires, les humanitaires », dans Revue des deux Mondes.